# Øksetaske
En øksetaske er en holder af læder eller kunststof til at bære en økse i. fx en brandmandsøkse. Der er blevet brugt flere modeller i Københavns Brandvæsen. I dag bruges kunststof, og tasken skydes ind på bæltet, men tidligere var den af læder og i så fald var brandmester og chauffør udstyret med en taske ophængt i et par karabinhager, mens menige brandmænd havde indskudte tasker, der var mindre fleksible.

## Ekstern henvisning
- http://www.baskholm.dk/haandbog/haandbog.html Arkiveret 16. september 2008 hos  Wayback Machine Træsmedens Håndværktøj

| | Denne artikel kan blive bedre, hvis der indsættes et (bedre) billede Hjælp os ved at uploade dit eget billede eller finde et på Internettet. \| Se nærmere om hvordan \| \| ---------------------------------------------------------------------------------------------------------------------------------------------------------------------------------------------------------------------------------------------------------------------------------------------------------------------------------------------------------------------------------------------------------------------------------------------------------------------------------------------------------------------------------------------------------------------------------------------------------------------------------------------------------------------------------------------------------------------------------------------------------------------------------------------------------------------------- \| \| Du kan hjælpe ved at uploade et eller flere af dine billeder til Wikimedia Commons iht. de tilladte licenser og indsætte det/dem i artiklen. Har du ikke selv taget et billede, kan du søge efter eksisterende filer på Wikimedia Commons eller på fx på Flickr - fx med værktøjet Free Image Search Tool. Værktøjet er på engelsk, men du skal blot klikke på linket og derefter på knappen "Do it!". Du kan ændre antallet af viste eksempler ved at rette "5" til fx "25" hvis du ikke fandt et godt billede. Du skal være opmærksom på, at fair use ikke er tilladt på den danske Wikipedia. Er du i tvivl kan du spørge en administrator om hjælp. Kan du ikke finde nogle frie billeder, kan du prøve at spørge ejeren af ikke-frie billeder, om de vil donere et billede. Du kan finde eksempler på forespørgsel her. \| |
| Se nærmere om hvordan | |
| Du kan hjælpe ved at uploade et eller flere af dine billeder til Wikimedia Commons iht. de tilladte licenser og indsætte det/dem i artiklen. Har du ikke selv taget et billede, kan du søge efter eksisterende filer på Wikimedia Commons eller på fx på Flickr - fx med værktøjet Free Image Search Tool. Værktøjet er på engelsk, men du skal blot klikke på linket og derefter på knappen "Do it!". Du kan ændre antallet af viste eksempler ved at rette "5" til fx "25" hvis du ikke fandt et godt billede. Du skal være opmærksom på, at fair use ikke er tilladt på den danske Wikipedia. Er du i tvivl kan du spørge en administrator om hjælp. Kan du ikke finde nogle frie billeder, kan du prøve at spørge ejeren af ikke-frie billeder, om de vil donere et billede. Du kan finde eksempler på forespørgsel her. | |